# 杉山諒二
杉山 諒二（すぎやま りょうじ、1992年9月26日 - ）は、日本のダンサー。

## 来歴
ダンサーとしてミュージカルや舞台に出演。また、BTS、Wanna One、ジョン・ヨンファなどK-POPアーティストのLIVEに出演。近年は振付助手も行っている。

## 人物
- ダンスを始めたきっかけは、専門学校のミュージカルのダンスオーディション。
- 最近の趣味はバイク、マッサージ[2]。

## 出演

### 舞台
- ミュージカル 「Dance with Devils」（2016年3月3日 - 13日、AiiA 2.5 Theater Tokyo）- アンサンブル[3]
- ミュージカル『刀剣乱舞』
  - ミュージカル『刀剣乱舞』〜三百年の子守唄〜（2017年3月14日 - 26日、AiiA 2.5 Theater Tokyo/4月1日 - 9日、梅田芸術劇場 メインホール/4月14日 - 23日）- アンサンブル[4]
  - ミュージカル『刀剣乱舞』〜つはものどもがゆめのあと〜（2017年11月4日 - 19日・2018年1月6日 - 30日、TOKYO DOME CITY HALL他）- アンサンブル[5]
  - ミュージカル『刀剣乱舞』〜真剣乱舞祭2017〜（2017年12月8日 - 24日、さいたまスーパーアリーナ 他）- アンサンブル [6]
  - ミュージカル『刀剣乱舞』〜加州清光 単騎出陣2018〜（東京・仙台・大阪：2018年9月12日 - 10月13日、赤坂ACTシアター 他）- バックダンサー [7]
  - ミュージカル『刀剣乱舞』〜真剣乱舞祭2018〜（2018年11月24日 - 12月16日、幕張メッセ国際展示場ホール 他）- アンサンブル [8]
  - ミュージカル『刀剣乱舞』〜三百年の子守唄2019〜（2019年1月20日 - 3月24日、天王洲 銀河劇場 他）- アンサンブル [9]
  - ミュージカル『刀剣乱舞』加州清光 単騎出陣ASIA TOUR（上海・バンコク・マカオ・日本：2019年4月20日 - 5月7日、幕張メッセ他）- バックダンサー [10]
  - ミュージカル『刀剣乱舞』〜葵咲本紀〜（2019年8月3日 - 18日、天王洲 銀河劇場 / 8月30日 - 9月8日、サンケイホールブリーゼ / 9月14日 - 28日、AiiA 2.5 Theater Kobe / 10月4日 - 6日、アルモニーサンク北九州ソレイユホール / 10月19日 - 27日、TOKYO DOME CITY HALL）- アンサンブル [11]
  - ミュージカル『刀剣乱舞』歌合 乱舞狂乱 2019（11月24日、長野ビッグハット / 11月28日 - 29日、宮城・セキスイハイムスーパーアリーナ / 12月6日 - 7日、北海道・北海きたえーる / 12月12日 - 13日、福岡国際センター / 12月21日 - 22日、広島グリーンアリーナ）- アンサンブル [12]
  - ミュージカル『刀剣乱舞』〜静かの海のパライソ〜（2020年3月21日 - 5月31日、天王洲 銀河劇場他)- アンサンブル、振付助手 [13]
  - ミュージカル『刀剣乱舞』幕末天狼傅2020（2020年9月20日 - 11月23日 天王洲 銀河劇場、北九州ソレイユホール、京都劇場、TOKYO DOME CITY HALL）- アンサンブル [14]
  - ミュージカル『刀剣乱舞』～静かの海のパライソ 2021～（2021年9月27日 - 10月3日、TOKYO DOME CITY HALL / 10月15日 - 16日、アルモニーサンク|北九州ソレイユホール / 10月22日 - 24日、梅田芸術劇場メインホール / 10月30日 - 11月7日、TOKYO DOME CITY HALL /   11月20日 - 25日、多賀城市民会館 大ホール）-松井興長・その他、振付助手 [15]
  - ミュージカル『刀剣乱舞』〜江水散花雪〜（2022年1月30日 - 2月4日、アイプラザ豊橋/ 2月11日- 2月27日、COOL JAPAN PARK OSAKA WWホール/ 3月4日 - 3月13日、TOKYO DOME CITY HALL）- 一橋慶喜 ・その他、振付助手[16]
  - ミュージカル『刀剣乱舞』真剣乱舞祭 2022 (5月8日、サンドーム福井 / 5月14日 - 5月15日、日本ガイシホール / 5月18日 - 5月19日、大阪城ホール / 5月25日 - 5月26日、セキスイハイムスーパーアリーナ (グランディ・21) / 6月4日 - 6月5日、西日本総合展示場 新館ABC展示場 / 6月9日 - 6月10日、広島グリーンアリーナ / 6月15日 - 6月16日、幕張メッセイベントホール / 6月22日 - 6月26日、国立代々木競技場 第一体育館) [17]
  - 鶴丸国永 大倶利伽羅 双騎出陣 ～春風桃李巵～ (2022年8月7日 - 8月14日、天王洲 銀河劇場 / 8月20日 - 9月4日、サンケイホールブリーゼ) - 伊達政宗(壮年)・その他[18]
  - 江 おん すていじ ～新編 里見八犬伝～ (2022年12月11日 - 23日、日本青年館 / 2023年1月13日 - 22日、梅田芸術劇場 メインホール) - 玉梓・黒い霧・家来[19]
  - ミュージカル『刀剣乱舞』～花影ゆれる砥水～(2023年4月30日‐5月7日、TOKYO DOME CITY HALL / 5月13日 - 5月20日、あましんアルカイックホール / 5月26日‐5月28日、北九州ソレイユホール / 6月3日‐6月18日、TACHIKAWA STAGE GARDEN - カゲ 役[20]
  - ㊇ 乱舞野外祭（2023年9月17日 - 9月24日、富士急ハイランド・コニファーフォレスト）- CAST、振付助手[21]
  - ミュージカル『刀剣乱舞』〜坂龍飛騰〜（2025年3月23日 - 30日、TOKYO DOME CITY HALL / 4月5日 - 26日、箕面市立文化芸能劇場 大ホール / 5月2日 - 11日、TOKYO DOME CITY HALL）武市半平太・その他、振付助手[22]
- ミュージカル「陰陽師」〜平安絵巻〜（2018年3月9日 - 4月22日、日本青年館ホール 他）- アンサンブル[23]
- 東映ムビ×ステ 『死神遣いの事件帖』（2020年7月23月-8月2日 東京:サンシャイン劇場　8月5日-8月9日 大阪:梅田芸術劇場 シアター・ドラマシティ　8月13日 福岡:福岡サンパレス　8月15日 広島:上野学園ホール）- アンサンブル[24]
- ミュージカル「黒執事」～寄宿学校の秘密～（2021年3月5日 - 21日、天王洲 銀河劇場/3月25日 - 28日、メルパルクホール大阪/4月1日 - 4日、梅田芸術劇場シアター・ドラマシティ）- アンサンブル[25]
  - ミュージカル「黒執事」〜寄宿学校の秘密 2024〜（2024年9月7日・8日、兵庫県立芸術文化センター KOBELCO 大ホール / 9月21日 - 29日、TOKYO DOME CITY HALL）[26]- アンサンブル（ハインツ 役・その他）、振付助手[27]
- 舞台『魔法使いの約束』-  POW-ers、振付助手
  - 第1章（2021年5月14日 - 30日、天王洲 銀河劇場）[28]
  - エチュードシリーズPart1（2024年6月1日 - 9日、天王洲 銀河劇場 / 6月15日 - 23日、SkyシアターMBS）[29]
  - オーケストラ音楽祭～main story～（2024年6月28日 - 30日、TACHIKAWA STAGE GARDEN）[30]
  - エチュードシリーズPart2（2024年11月30日 - 12月8日、天王洲 銀河劇場 / 12月14日 - 22日、SkyシアターMBS）[31]
  - オーケストラ音楽祭～series collection～（2025年12月27日 - 29日、TACHIKAWA STAGE GARDEN）[32]
- 古川雄大 The Greatest Concert vol.2 -A Musical Journey-（2023年2月17日‐26日、日本青年館ホール） - キャスト[33]
  - エチュードシリーズ Part2（2024年11月30日 - 12月8日、天王洲 銀河劇場 / 12月14日 - 22日、SkyシアターMBS）[34]
- ミュージカル『ボディガード』（2024年2月18日 - 4月7日、東急シアターオーブ / 3月9日 - 10日、やまぎん県民ホール / 3月30日‐4月7日、梅田芸術劇場 メインホール） - アンサンブル[35]

## 作品

### CD
- ミュージカル刀剣乱舞[36]
  - アルバム ミュージカル『刀剣乱舞』 ～花影ゆれる砥水～（2025年3月26日発売）

## 主なライブ

### 出演イベント
- 2022年12月31日 - ももいろ歌合戦（BS日テレ・ニッポン放送・ABEMAなど） - ダンサー[37]